# Cyprien Sarrazin
Cyprien Sarrazin (Gap, Francuska, 13. listopada 1994.) francuski je alpski skijaš Svjetskog kupa koji se natječe u veleslalomu, superveleslalomu i spustu.
Rođen u Gapu, Hautes-Alpes, Sarrazin je debitirao u Svjetskom kupu kada je imao 21. godinu u veljači 2016. U početku je bio specijalist za veleslalom. Pobijedio je već u svojoj sedmoj utrci Svjetskog kupa, koja je bila u paralelnom veleslalomu u Alta Badiji u sezoni 2016.–'17. i osvojio je 2. mjesto u veleslalomu na istoj lokaciji tijekom sezone 2019./'20.
Nije više imao većih uspjeha sve do kraja 2023. i početka 2024. godine kada se okrenuo brzim disciplinama i postigao velike uspjehe pobjedom u Bormiju i dva puta u Kitzbühelu u disciplini spusta, te u superveleslalomu u Wengenu. Uz to bio je dva puta 2. u Wengenu u disciplini spusta pa je došao na 2. mjesto ukupnoga poretka Svjetskoga kupa iza Marca Odermatta skupivši 560 bodova. Za usporedbu u sezonama 2017./'18. i 2018./'19. nije osvojio nijedan bod u Svjetskom kupu, a najbolji ukupni rezultat na kraju sezone do sada mu je bilo 51. mjesto u sezoni 2016.–'17.